# Диль, Юстин
Юстин Диль (нем. Justin Diehl; род. 27 ноября 2004, Кёльн, Северный Рейн-Вестфалия) — немецкий футболист, нападающий клуба «Штутгарт».

## Клубная карьера
Воспитанник футбольной академии «Кёльн». В августе 2020 года подписал с клубом свой первый профессиональный контракт. 21 января 2023 года дебютировал в основном составе «Кёльна» в матче Бундеслиги против «Вердера».

## Карьера в сборной
Выступал за сборные Германии до 16, до 18 и до 19 лет.

## Личная жизнь
Родился в Германии в семье выходцев из Ганы.

## Достижения
«Штутгарт»
- Обладатель Кубка Германии: 2024/25